# Завид Дмитрович
Завид Дмитрович (Завид Дмитровиц) (ум. 1128 г.) — новгородский посадник в 1128 г.

## Посадничество
Получил Завид Дмитрович Новгородское посадничество в 1128 г. после Мирослава Гюрятинича. При этом посаднике случился сильный голод на Новгородской земле. Недолго Завид был посадником, в этом же году и умер. После него посадничал приглашённый из Киева Данила. Были найдены актовые печати Завида Дмитровича, на которых имеется изображение двух воинов св. Феодора и Димитрия в полный рост. Так как его отца звали Дмитрием, то у Завида христианским именем было Феодор.

## Семья
При жизни Завида Дмитровича его сестра в 1122 г. была выдана замуж за князя Мстислава Владимировича (сразу после того как умерла его первая жена Христина).
1. Завид
  1. Дмитр Завидич
    1. Завид Дмитрович
    2. Любава Дмитриевна + Мстислав Владимирович Великий